# Lu Xiufu
Lu Xiufu (陸秀夫), född 1238 i Jianhu, död 19 mars 1279 i Xinhui, var en kinesisk politisk ämbetsman under Songdynastin (960–1279). Lu Xiufu avled under slaget vid Yamen där han begick självmord tillsammans med den nioårige barnkejsaren Zhao Bing när han insåg att slaget mot mongolerna var förlorat.